# Анексиона криза
Анексиона криза (1908—1909), позната и као Босанска криза или Прва балканска криза, криза је која је настала анексијом Босне и Херцеговине Аустроугарској, извршене прогласом цара Франца Јозефа 5. октобра 1908. године. Као непосредан повод послужила јој Младотурска револуција и преврати у Цариграду, изведени у љето 1908. године.

## Историја
Дана 4. октобра 1908. године, Бугарска је прогласила независност, а већ сљедећег дана (5. октобра 1908) Аустроугарска је објавила анексију Босне и Херцеговине. У овај догађај су, посредно или непосредно, били укључени Руска Империја, Османско царство, Француска, Велика Британија, Италија, Краљевина Србија, Књажевина Црна Гора и Њемачко царство. Актом анексије, изведеним без претходног споразума са великим силама — које су јој на Берлинском конгресу дале мандат за окупацију Босне и Херцеговине — Аустроугарска је извршила очигледну повреду међународних уговора и изазвала живе протесте у Европи, утолико више што је у исто вријеме (и у споразуму са њом) Бугарска прогласила своју независност.
Представници православних и муслиманских народних организација дали су онда у Будимпешти (11. октобра 1908) изјаву да је анексија извршена без питања и против воље становништва и упутили су посебну делегацију у европске престонице да ту изјаву ставе до знања великим силама.
У Србији је анексија изазвала велико узбуђење јер се осјећало да се Аустрија тиме учвршћује на Балкану, да дубоко погађа националну будућност српства и да жели да пресијече све наде у будућност велике самосталне српске државе. Срби су се ријешили на крупне жртве; протестовали су у свим престоницама, спаљиване су заставе Аустроугарске. Срби су створили Народну одбрану с циљем да смири партијске страсти и прикупи добровољце за евентуалне борбе, и образовали (24. фебруара 1909) концентрациону владу под председништвом Стојана Новаковића.
Западне силе Француска и Велика Британија противиле су се анексији, али нису биле спремне да ратују због ње. Русија, која је знала да ће до овог чина доћи (чак је преговарала с Аустроугарском око одређених компензација у своју корист), није ништа предузела.
Под притиском општег нерасположења у Европи, у жељи да спору одузме европски карактер, Аустрија је са Османским царством склопила споразум (26. фебруара 1909), платила јој одштету од 2,5 милиона и почела припреме да силом угуши српске протесте. Српска влада је била принуђена да (31. марта 1909) да изјаву да анексија не погађа њене интересе и да ће на својој територији спријечити дјеловање против Аустроугарске.
Анексијом Босне и Херцеговине српско питање добило је европски карактер, јер је у цијелом свијету остављен утисак да је Аустроугарска извела незаконит акт и да му је као праву аргументацију дала само силу. За Србију овај удар био је од користи: упозорио је на блиску опасност, ставио крупна национална питања изнад партијских, извео концентрацију народних снага и изазвао јачање национализма и националне солидарности.
Ова криза се сматра уводом у Први свјетски рат.
Завршила се Берлинским споразумом из априла 1909. године.